# 1784
1784 (MDCCLXXXIV) var ett skottår som började en torsdag i den gregorianska kalendern och ett skottår som började en måndag i den julianska kalendern.

## Händelser

### Januari
- 15 januari – Henry Cavendishs Experiments on Air till Royal Society of London visar vad vatten består av.[1]

### Mars
- Mars – Gustav III tvingas ställa in de militära förberedelserna, eftersom det förväntade stödet från Preussen och Österrike uteblir.

### April
- 6 april – Den danske adelsmannen Ove Høegh-Guldberg, som sedan 1772 i praktiken har haft regeringsmakten i Danmark, utnämns officiellt till dansk statsminister, en vecka innan kronprins Fredrik tar över styret.
- 14 april – Den danske kronprinsen Fredrik tar över den danska regeringsmakten, som ställföreträdare för sin far Kristian VII, som sedan 1770 har varit psykiskt sjuk. Kristian förblir dock officiellt kung av Danmark och Norge till sin död 1808.

### Juli

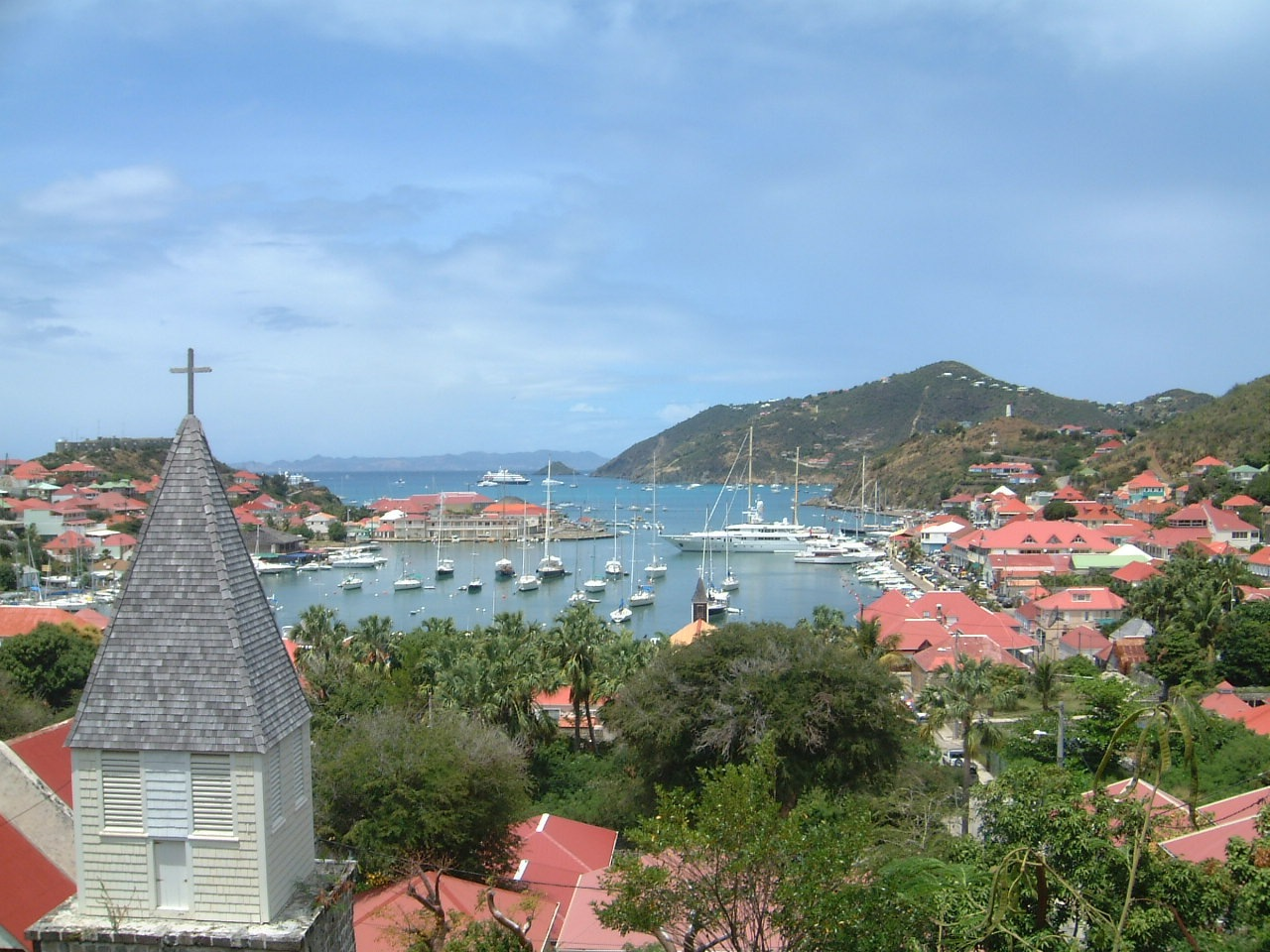
Saint-Barthélemy.

- 1 juli – På sin hemresa från Frankrike stannar Gustav III ett tag i Paris, där han lyckas förvärva den västindiska ön Saint-Barthélemy som svensk koloni. Han får också till stånd en hemlig allians mellan Sverige och Frankrike på fem år. Man vill endast hjälpa Sverige om det blir anfallet, inte hjälpa till att erövra Norge.[2]

### Augusti
- Augusti – Gustav III återkommer till Sverige.

### December
- December
  - Den ryske ministern Arkadij Morkov får i uppdrag av Katarina II att återupprätta "det ryska partiet" i Sverige, för att få bort det franska inflytandet i landet. Gustav III får vetskap om dessa planer och detta kommer starkt att påverka hans politik.
  - Fregatten Sprengtporten avseglar från Göteborg mot den nyförvärvade svenska kolonin S:t Barthélemy.

### Okänt datum
- Göran Magnus Sprengtporten försöker övertala hertig Karl (XIII) att göra Finland till ett autonomt ryskt storfurstendöme. Försöket misslyckas.
- En badinrättning för salta bad öppnas i Strömstad, Sverige.
- Trankokeriägarna i Bohuslän låter trycka Trangrums-Acten, en protestskrift mot att de skulle tvingas sluta dumpa sillavskräde i havet.
- Peter Hernquist öppnar ett veneriskt lasarett (för behandling av könssjukdomar) i Skara, Sverige.

## Födda

### Första kvartalet

#### Januari
- 2 januari – William Allen, amerikansk författare. (död 1868)
- 21 januari – Andrew Stevenson, amerikansk politiker och diplomat. (död 1857)
- 28 januari – George Hamilton-Gordon, 4:e earl av Aberdeen, brittisk politiker, Storbritanniens premiärminister 1852–1855. (död 1860)

#### Februari
- 2 februari – August Krehl, tysk teolog. (död 1855)
- 11 februari – Adolph Boye, dansk författare. (död 1851)
- 14 februari – Heinrich Joseph Baermann, tysk klarinettist. (död 1847)
- 29 februari – Leo von Klenze, tysk arkitekt. (död 1864)

#### Mars
- 7 mars – Svend Hersleb, norsk teolog. (död 1836)
- 25 mars – Johan Gabriel Richert, svensk jurist, politiker och liberal förkämpe. (död 1864)
- 26 mars – John W. Taylor, amerikansk politiker, talman i USA:s representanthus 1820–1821 och 1825–1827. (död 1854)

### Andra kvartalet

#### April
- 5 april – Louis Spohr, tysk kompositör och violinist. (död 1859)
- 8 april – Dionisio Aguado, spansk kompositör och gitarrist. (död 1849)

#### Maj
- 21 maj – Johan Jacob Bergström, svensk ämbetsman. (död 1841)

#### Juni
- 30 juni – Sir George Thomas Napier, brittisk militär. (död 1855)

### Tredje kvartalet

#### Juli
- 7 juli – Wilibald Swibert Joseph Gottlieb von Besser, österrikisk botaniker och entomolog. (död 1842)
- 21 juli – Charles Baudin, fransk sjömilitär. (död 1854)
- 30 juli – Pehr Fredrik Blidberg, svensk musiker. (död 1866)

#### Augusti
- 21 augusti
  - Charlotta Berger, svensk grevinna och författare. (död 1852)
  - Enos T. Throop, amerikansk politiker, New Yorks guvernör 1829–1832. (död 1874)
- 25 augusti – George Eden, 1:e earl av Auckland, brittisk politiker. (död 1849)
- 26 augusti – Ludwig Aurbacher, tysk författare. (död 1847)

#### September
- 21 september – Carl Thomas Mozart, son till Wolfgang Amadeus Mozart och Constanze Mozart. (död 1858)
- 26 september – Christopher Hansteen, norsk astronom och fysiker. (död 1873)

### Fjärde kvartalet

#### Oktober
- 14 oktober – Ferdinand VII av Spanien, spansk kung 1808 och 1814–1833. (död 1833)
- 15 oktober
  - Hans Olof Holmström, svensk ärkebiskop 1852–1855. (död 1855)
  - Thomas Robert Bugeaud de la Piconnerie, fransk marskalk. (död 1849)
- 18 oktober – Frederik Adolph Holstein, dansk politiker och filantrop. (död 1836)
- 29 oktober – Lord Palmerston, brittisk politiker, Storbritanniens premiärminister 1855–1858 och 1859–1865. (död 1865)

#### November
- 6 november – Laure Junot, fransk memoarförfattare. (död 1838)
- 10 november – Sir William Maynard Gomm, brittisk militär. (död 1875)
- 15 november – Jérôme Bonaparte, fransk militär och politiker, kung av Westfalen 1807–1813, bror till Napoleon I. (död 1860)
- 17 november – Ebenezer Henderson, skotsk teolog. (död 1858)
- 24 november
  - Johann Ludwig Burckhardt, schweizisk forskningsresande och orientalist. (död 1817)
  - Zachary Taylor, amerikansk militär och politiker, USA:s president 1849–1850. (död 1850)

#### December
- 10 december – Walter Lowrie, skotsk-amerikansk politiker. (död 1868)

## Avlidna

### Första kvartalet

#### Januari
- 24 januari – Santa Rita Durão, brasiliansk poet.

#### Februari
- 14 februari
  - Charlotta Löfgren, 64, svensk poet.
  - Christoph Carl Ludwig von Pfeil, 72, tysk psalmförfattare.
- 15 februari – Carl Gustaf Roxendorff, 86, svensk friherre, militär och ämbetsman.
- 18 februari – Sven Björkman, 68, svensk politiker.

#### Mars
- 10 mars – Christian Wilhelm Franz Walch, 57, tysk teolog.
- 11 mars – Henrik af Trolle, 53, svensk sjömilitär.
- 19 mars – Peter Ernst, 69, svensk urmakare.
- 26 mars – Thomas Bond, 71, amerikansk läkare.

### Andra kvartalet

#### April
- 4 april – Carl Gustaf Ekeberg, 68, svensk upptäcktsresande och konstnär.
- 15 april – Maximilian Friedrich von Königsegg-Rothenfels, 75, tysk präst och kurfurste.

#### Maj
- 8 maj – Anna Maria Elvia, 71, svensk författare.

#### Juni
- 13 juni – Henry Middleton, amerikansk politiker.
- 26 juni
  - Caesar Rodney, 55, amerikansk politiker, Delawares president 1778–1781.
  - Caroline Stanhope, 62, brittisk grevinna.
  - Gustava Westerberg-Mæchel, 30, svensk etsare.

### Tredje kvartalet

#### Juli
- 1 juli – Wilhelm Friedemann Bach, 73, tysk kompositör och organist.
- 9 juli – Torbern Bergman, 49, svensk kemist.
- 13 juli – Adolf Fredrik Silfversparre, 39, svensk jurist.
- 14 juli – Pehr Högström, 69, svensk präst och författare.
- 31 juli
  - Sven Axtelius, 69, svensk orgelbyggare.
  - Denis Diderot, 70, fransk författare och filosof.

#### Augusti
- 3 augusti – Giovanni Battista Martini, 78, italiensk musikolog.
- 10 augusti – Allan Ramsay, 70, skotsk porträttmålare.
- 28 augusti – Junípero Serra, 70, spansk missionär.

#### September
- 4 september – César-François Cassini de Thury, 70, fransk astronom.
- 8 september – Ann Lee, 48, brittisk-amerikansk religiös ledare.
- 18 september
  - Erik Ekholm, 67, svensk journalist och författare.
  - Georg Haupt, 43, svensk konsthantverkare.

### Fjärde kvartalet

#### Oktober
- 2 oktober – Gabriel Rosén, 63, svensk teolog.
- 8 oktober – Barthold Rudolf Hast, 60, finländsk läkare.

#### November
- 20 november – Fredrik Carl Dohna, 60, svensk greve och militär.
- 22 november – Paolo Frisi, 56, italiensk matematiker.
- 28 november – Antoine Grimaldi, 87, ställföreträdande regent i Monaco 1732–1784.

#### December
- 11 december – Anders Johan Lexell, 43, finländsk astronom och vetenskapsman.
- 13 december
  - Fredrik Granatenhjelm, 76, svensk militär.
  - Samuel Johnson, 75, brittisk författare.
- 26 december – Otto Friedrich Müller, 54, dansk naturforskare.

### Okänt datum
- Josefa Francisca Valverde, peruansk politisk aktivist.

### Fotnoter
1. ↑  Cavendish, Henry (20 juli 1784). ”Experiments on Air”. Philosophical Transactions of the Royal Society of London "75":  ss. 372–384. http://www.jstor.org/pss/106582.
2. ↑  World Statesmen